# Duje Čop
Duje Čop (* 1. Februar 1990 in Vinkovci) ist ein kroatischer Fußballspieler.

## Karriere

### Verein
Čop rückte 2007 in den Profikader von Hajduk Split, für den er schon fünf Jahre in der Jugend gespielt hatte. Nach der Saison wechselte er zum portugiesischen Erstligisten Nacional Funchal. Dort konnte er sich nicht durchsetzen und wechselte wieder zurück zu Hajduk Split. Nachdem er in der ersten Saison nach seiner Rückkehr noch Stammspieler war, wurde ihm zu Beginn der nachfolgenden Saison ein Wechsel nahegelegt, da der neue Trainer Krassimir Balakow nicht mehr auf ihn zählte. Folglich löste er seinen Vertrag bei Hajduk auf und wechselte zum Ligakonkurrenten RNK Split, bei dem er Dinamo Zagreb auf sich aufmerksam machte. Im Juni 2012 wurde Čop vom kroatischen Rekordmeister verpflichtet. In seiner ersten Saison bei Dinamo gewann er die kroatische Meisterschaft. Čop wurde mit 22 Treffern Torschützenkönig der Saison 2013/14.
Nachdem er zur Rückrunde der Saison 2014/15 an den italienischen Erstligisten Cagliari Calcio verliehen worden war, wurde er von Cagliari fest unter Vertrag genommen und anschließend direkt für die Saison 2015/16 an den spanischen Club FC Málaga verliehen.
Zur Saison 2016/17 erfolgte eine Ausleihe an Sporting Gijón. In der nächsten Saison hatte Čop bereits zwei Spiele für Calcio bestritten, bevor kurz vor Ende des Transferfensters ein Wechsel unter Zahlung einer Ablösesumme zum belgischen Erstdivisionär Standard Lüttich vereinbart wurde.
Für die Saison 2018/19 wurde eine Ausleihe zum spanischen Verein Real Valladolid, der in der Primera División, der höchsten spanischen Liga, spielt, mit anschließender Kaufoption vereinbart. Während dieser Ausleihe fiel Čop mehrfach wegen Verletzungen aus. Nachdem Valladolid von der Kaufoption keinen Gebrauch machte, steht er in der Saison 2019/20 wieder im Kader von Standard Lüttich.
In der Saison 2020/21 bestritt Čop 10 von 40 möglichen Ligaspielen für Standard sowie drei Europapokal-Spielen mit einem Tor. Zuletzt eingesetzt wurde er am 11. Januar 2021. Mitte Juni 2021 wurde seine Rückkehr zu Dinamo Zagreb vereinbart.
Nachdem er an den NK Celje ausgeliehen war, ging er zur Saison 2022/23 auf Leihbasis zum heimischen Erstligisten HNK Šibenik. Anschließend war Čop drei Monate vereinslos und ging dann zu Lokomotiva Zagreb, wo er in den folgenden anderthalb Spielzeiten in 40 Ligaspielen 18 Mal traf. Im Januar 2025 folgte dann ein weiterer Wechsel zum Ligarivalen HNK Rijeka.

### Nationalmannschaft
Čop spielte von 2006 bis 2012 17 Partien für diverse U-Nationalmannschaften Kroatiens und erzielte dabei drei Tore. Am 4. September 2014 absolvierte er dann auch sein erstes Länderspiel für die A-Nationalmannschaft beim 2:0-Sieg gegen Zypern. Bei der Fußball-Europameisterschaft 2016 in Frankreich wurde er in das kroatische Aufgebot aufgenommen, obwohl er für das erste Turnierspiel aufgrund einer Roten Karte noch gesperrt gewesen war. Danach kam er auch nur im letzten Gruppenspiel gegen Spanien zum Einsatz, als er in der Schlussminute eingewechselt wurde. Insgesamt bestritt er bis 2018 14 Spiele für sein Land und schoss dabei zwei Treffer.

## Sonstiges
Čops Vater Davor (* 1958) war ebenfalls Fußballprofi und spielte wie sein Sohn als Stürmer bei Hajduk Split.

## Erfolge
- Kroatischer Pokalsieger: 2010, 2015, 2025
- Kroatischer Meister: 2013, 2014, 2015, 2022, 2025
- Kroatischer Superpokalsieger: 2013
- Belgischer Pokalsieger: 2018

## Auszeichnungen
- Torschützenkönig der 1. HNL: 2013/14 (22 Tore)